# شاپرکان دم‌چلچله‌ای
شاپرکان دم‌چلچله‌ای (نام علمی: Uraniidae) نام یک تیره از بالاخانواده زمین‌سنج‌واران است.